# Hacrobia

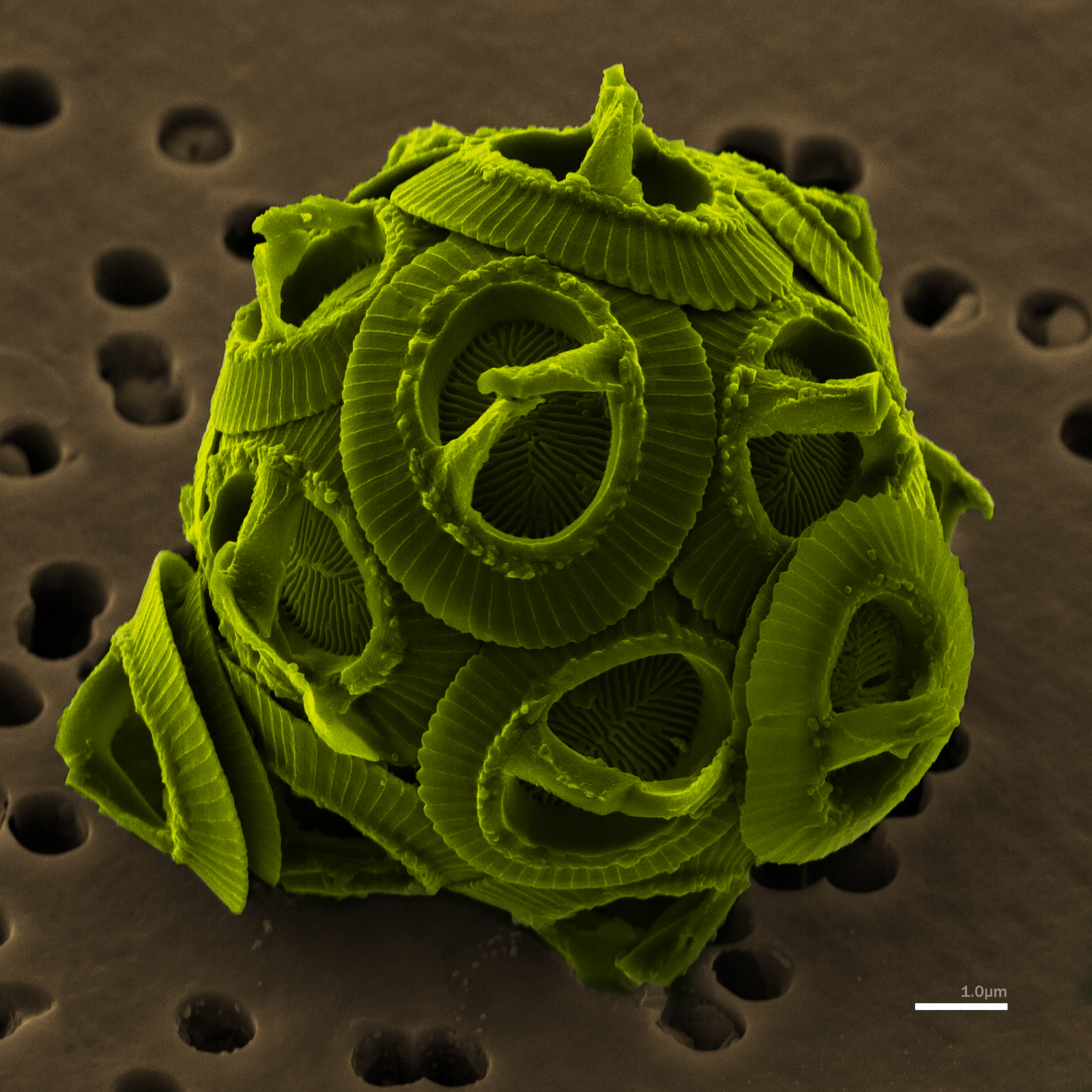
Gephyrocapsa oceanica fotografada através de um microscópio eletrónico de varrimento.

Hacrobia ("Ha-" deriva de Haptophyta, "-cr-" deriva de Cryptophyta, e "-bia" é um sufixo grego para vida ), anteriormente conhecida como agrupamento Cryptophyta-Haptophyta, é um grupo monofilético de Chromalveolata que não estão incluídos no supergrupo SAR.
No passado, Heterokontophyta, Haptophyta e Cryptophyta, eram agrupados num clado conhecido como Chromista. Embora, o grupo Heterokontophyta seja separado, os outros dois clados são considerados estritamente relacionados.
Um estudo publicado em 2009, sugere que Telonemia e Centrohelida podem formar um clado com a Cryptophyta e Haptophyta. Picobiliphyta também pode pertencer à Hacrobia, porém o grupo não é muito conhecido e estudado, ficando a classificação incerta.